# Per Ahlin (astronom)
Lars Per Johannes Ahlin, född 1 augusti 1948 i Hedvig Eleonora församling i Stockholm, är en svensk astronom och författare. 
Ahlin frilansar som astronom och skribent samt driver kommanditbolaget Stockholms folkobservatorium. Han är författare till årsboken Astronomisk kalender, som beskriver förutsägbara astronomiska fenomen som kan ses med blotta ögat. Boken utkom första gången 1993. Sedan 2001 är han 'himmelsredaktör' i tidskriften Populär Astronomi. 
Per Ahlin är son till författarna Lars Ahlin och Gunnel Ahlin, ogift Hellman. Han har varit sambo med astronomen Anita Sundman (1942–2010).